# 圣巴尔托洛梅德拉托雷
圣巴尔托洛梅德拉托雷，是西班牙安达卢西亚自治区韦尔瓦省的一个市镇。总面积57平方公里，总人口3012人（2001年），人口密度53人/平方公里。